# Ignacio Huguenet
Ignacio Nicolás Huguenet (Rosario, Provincia de Santa Fe, Argentina, 5 de marzo de 1998) es un futbolista argentino. Juega como delantero.

## Trayectoria
Se formó en el Club Social y Deportivo Río Negro de la ciudad de Rosario para luego pasar a la Academia Griffa, y para el año 2012 pasa a las divisiones inferiores del Newell's Old Boys donde jugó 120 partidos y marcó 68 goles. Logra integrar el primer equipo a partir del 2017, haciendo su debut profesional el 25 de septiembre del 2017 ingresando en los últimos seis minutos de la derrota por 1-0 sufrida en su visita al Lanús.
En julio del 2018 fue prestado al club de Primera División, Defensa y Justicia, retornando un año después al Newell's
El año 2020 hace su debut internacional al convertirse en nuevo delantero del club peruano Sport Boys para disputar la Liga 1. El 1 de marzo de ese año logra al anotar sus 2 primeros goles ante el clásico rival Universitario en el empate 3-3 de local en el Callao. Luego de una temporada regular, vuelve a Newell's Old Boys, club dueño de su pase.

## Clubes
| Club                          | País      | Año       | PJ | Goles |
| ----------------------------- | --------- | --------- | -- | ----- |
| Newell's Old Boys             | Argentina | 2017-2018 | 1  | 0     |
| → Defensa y Justicia (cedido) | Argentina | 2018-2019 | 8  | 0     |
| → Sport Boys (cedido)         | Perú      | 2020      | 23 | 3     |
| → Instituto (cedido)          | Argentina | 2021      | 17 | 2     |
| Deportes Melipilla            | Chile     | 2022      | 7  | 1     |